# Brasão de armas de Nauru
O design do brasão de armas de Nauru teve origem em 1968 após a declaração de independência, e começou a ser usado oficialmente no princípio da década de 1970 do século XX.
O escudo é dividido e separado no meio. Na secção superior o símbolo químico do fósforo aparece sobre um fundo entrelaçado dourado.
A secção inferior direita prateada reproduz uma fragata num poleiro sobre ondas oceânicas azuis. A secção inferior esquerda é azul e contém um ramo de flores Calophyllum. O escudo é rodeado por imagens de aparato tribal usado em cerimónias - cordas de folha de palmeira, penas de fragata e dentes de tubarão. A estrela centrada acima do escudo é da bandeira de Nauru. A tira em cima contém o nome da ilha em nauruano: Naoero. O listel em baixo contém o lema nacional da república de Nauru Primeiro, Deus.

## Simbolismo
O fundo entrelaçado simboliza o povo de Nauru; a fragata, a fauna local; o símbolo químico do fósforo, a mineração de fosfato.